# Biens de la maison d'Orléans
Les biens de la Maison d'Orléans comprenaient, sous l'Ancien Régime, deux parties distinctes : l'apanage et les biens patrimoniaux, auxquels s'ajoutent les biens acquis sous la monarchie de Juillet.

## L’apanage d’Orléans

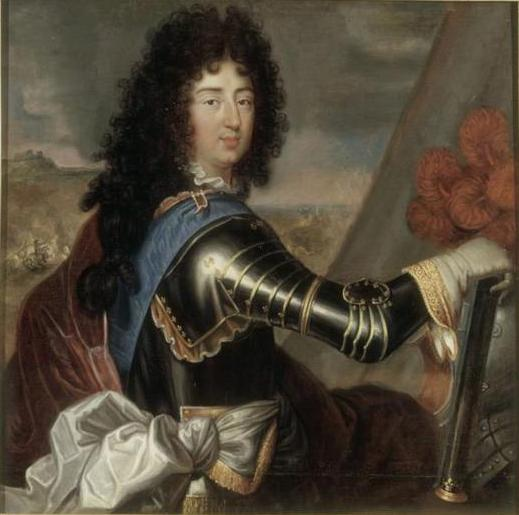
Philippe de France portant une armure à fleur de lys et le cordon bleu de l’ordre du Saint-Esprit.

L'apanage d'Orléans avait à l'origine été constitué par Louis XIII pour son frère Gaston. Celui-ci était mort sans descendance masculine en 1660 et l'apanage était revenu à la Couronne. Mais Louis XIV l'avait concédé en 1661 à son frère Philippe. Il fut ensuite progressivement augmenté :
- À l'origine, l'apanage d'Orléans se composait des duchés d'Orléans, de Valois et de Chartres et de la seigneurie de Montargis.
- En 1672, Louis XIV y ajouta le duché de Nemours, les marquisats de Coucy et de Folembray, les comtés de Dourdan et de Romorantin.
- En 1692, le Palais-Royal fut incorporé à l'apanage au mépris de la clause du testament du cardinal de Richelieu qui en avait fait donation pour l'usage du roi.
- En 1740, Louis XV ajouta l'hôtel de Grand-Ferrare à Fontainebleau.
- En 1751, le comté de Soissons.
- En 1766, La Fère, Marle, Ham, Saint-Gobain, le canal de l'Ourcq, l'hôtel Duplessis-Châtillon à Paris.

## Les biens patrimoniaux
Les biens patrimoniaux étaient issus de provenances diverses :
- Héritage de la Grande Mademoiselle en 1693 : La Grande Mademoiselle avait fait de son cousin germain Monsieur son légataire universel. À sa mort, Monsieur obtint les duchés de Montpensier et de Châtellerault, le marquisat de Mézières-en-Brenne, les comtés de Mortain, de Bar-sur-Seine, les vicomtés d'Auge et de Domfront, la baronnie de Beaujolais et la principauté de Joinville.
- En 1742, la dot de 4 millions de livres de Louise Élisabeth d'Orléans (1709-1742), fille du régent qui avait épousé le roi Louis Ier (1707-1724) d'Espagne, fut intégralement restituée aux Orléans qui n'en avaient payé que la moitié.
- L'héritage du duc de Penthièvre, mort en 1793, dont la fille, Louise Marie Adélaïde de Bourbon, avait épousé Louis Philippe d'Orléans (1747-1793). Ainsi le château de La Ferté-Vidame, qui appartenait au duc de Penthièvre, est restitué à sa fille à la Restauration. Lorsque celle-ci meurt, en 1821, le domaine passé à son fils aîné Louis-Philippe, futur roi des Français.

Par ailleurs, les revenus des apanages et des biens patrimoniaux ainsi que des charges et offices dont étaient pourvus les membres de la maison, avaient été en partie utilisés à des acquisitions foncières :
- Château de Bagnolet, acheté en 1719 par le régent et revendu en 1769 par Louis Philippe d'Orléans.
- Château de Châtillon-sur-Chalaronne, acheté à Françoise de Bonne, duchesse de Créquy, fille du maréchal de Lesdiguières, le 7 décembre 1645[1], moyennant 47 000 livres, à Gaston de France, père de Mademoiselle de Montpensier, qui le rendit patrimonial dans sa maison. En 1715[1], Philippe d'Orléans donna la partie haute des ruines du château aux religieuses Ursulines. De 1757 à 1776[1], il est engagé à Camille-Louis Perrichon, seigneur du Tremblay.
- Folie de Chartres, créée par Louis Philippe d'Orléans, qui est à l'origine de l'actuel Parc Monceau à Paris.
- Château de Maison-Rouge à Gagny, acheté en 1771 au marquis de Montfermeil par Louis Philippe d'Orléans. Confisqué comme bien national, il fut acquis en 1816 par Nicolas Charles Legrand, dont les héritiers le revendirent pour 60 000 francs à Louis-Philippe Ier le 29 décembre 1845.
- Château du Raincy, acheté par Louis Philippe d'Orléans en 1769, détruit en 1819.
- Château de Saint-Cloud, acheté par Monsieur en 1658 pour 240 000 livres, et considérablement agrandi et transformé. Le duc d'Orléans, Louis-Philippe d'Orléans, qui avait déserté Saint-Cloud depuis son mariage secret avec Madame de Montesson, dut consentir à le céder à Louis XVI pour 6 millions de livres, dont 4 furent affectés au remboursement de dettes du duc d'Orléans et le reste à l'extinction de 100 000 des 400 000 livres de rentes constituées par le duc d'Orléans au profit de son fils au moment du mariage de ce dernier. La vente fut conclue le 24 octobre 1784.
- Château de Saint-Leu, acheté en 1780 par Louis Philippe d'Orléans, détruit en 1837.

## Les biens de la maison d'Orléans sous la monarchie de Juillet

### L'acte de donation-partage du 7 août 1830

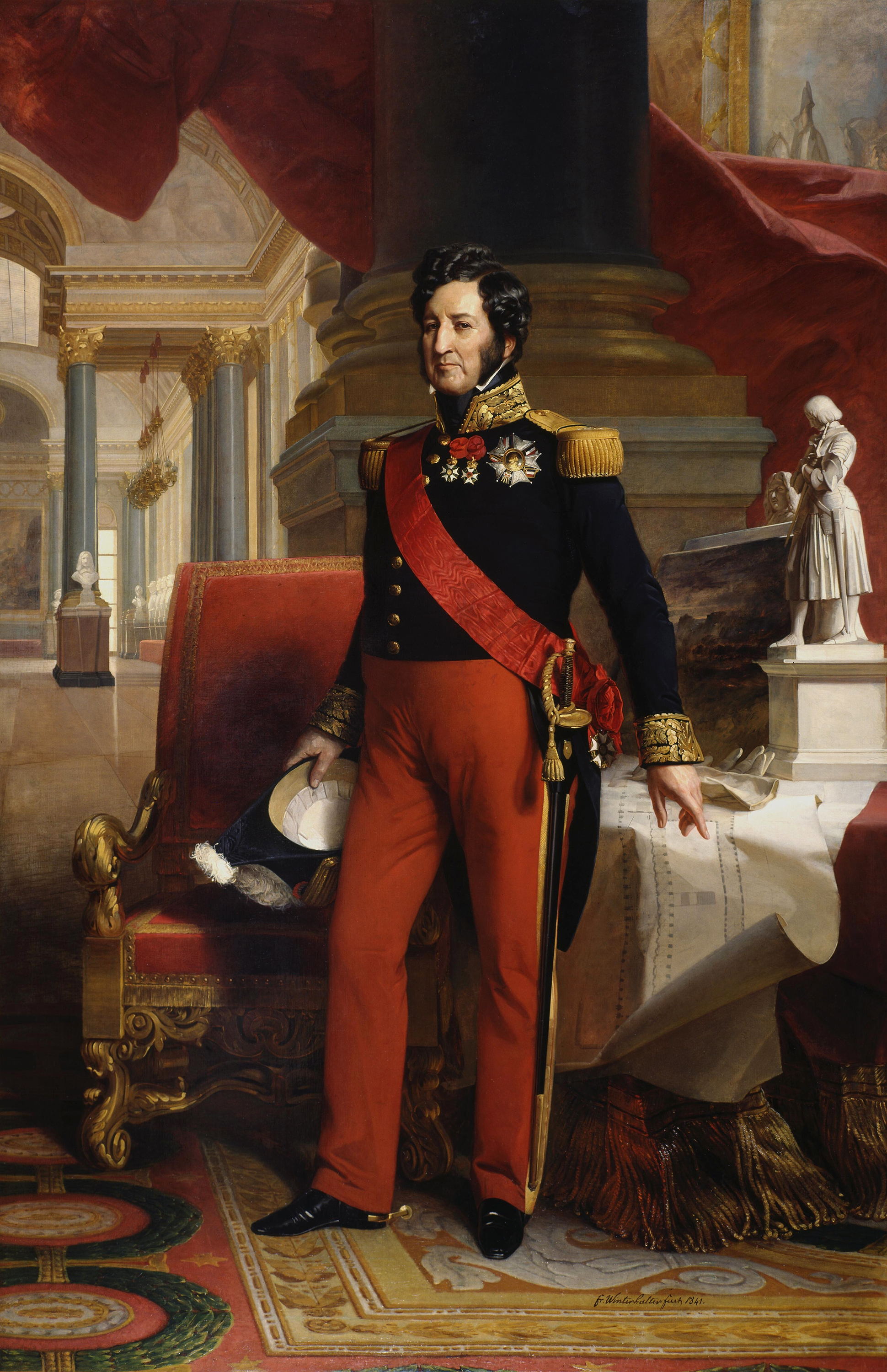
Louis Philippe Ier, roi des Français

Le 7 août 1830, deux jours avant son accession au trône, Louis-Philippe d'Orléans passa, par-devant son notaire, Me Dentend, un acte de donation-partage de ses biens patrimoniaux, pour éviter que, selon la coutume de l'ancien droit, ceux-ci ne fussent réunis au domaine de la Couronne lors de son avènement. De cette manière, seul l'apanage d'Orléans fut apporté, en 1830, au domaine de la Couronne.
Dès 1826, lorsqu'il avait brigué le trône de Grèce, Louis-Philippe avait envisagé de faire une donation-partage, dont le projet dut être repris et complété en 1830. Par cet acte, le duc d'Orléans transmet à ses enfants la nue-propriété de son patrimoine personnel, tout en s'en réservant l'usufruit.

### Les biens reçus en héritage
- Le Château de Dreux : racheté en 1815 par la duchesse d’Orléans, fille du duc de Penthièvre et mère de Louis-Philippe Ier , avec une forêt de 3.200 hectares ;
- Le Château d'Arc-en-Barrois : le domaine fut restitué en 1814 à la fille du duc de Penthièvre, Marie-Adélaïde de Bourbon, qui avait épousé en 1769 Louis Philippe, duc d’Orléans. La fille de ces derniers, Adélaïde d'Orléans (sœur de Louis-Philippe Ier), en hérita et reconstruisit le château actuel à l'emplacement de l'ancien. Elle et le légua par testament à son filleul le prince de Joinville.
- Le Château d'Eu : bien de la duchesse d’Orléans, hérité de son père, le duc de Penthièvre, devenu la résidence d'été de Louis-Philippe, roi des Français (1830-1848), qui y reçut deux fois la reine Victoria d'Angleterre en 1843 et 1845 ; avec une forêt de 9.300 hectares ;
- Les ruines du Château de la Ferté-Vidame (Eure & Loir), acheté en 1784 par le duc de Penthièvre, avec une forêt de 3.500 hectares ;
- Le château d'Amboise, acheté par le duc de Penthièvre en 1786, avec une forêt de 4.200 hectares ;
- Le Château de Randan : acquis par Adélaïde d'Orléans en 1821 et légué à son neveu le duc de Montpensier.
- Le Château de l'Arrouaise : À la mort de Louis-Henri de Bourbon, dernier prince de Condé, son neveu Henri d’Orléans, duc d’Aumale, hérite en 1830 de l’immense domaine de Guise, incluant plus de 10 000 hectares de bois, fermes, forêts et châteaux en Thiérache[3]. Le domaine de Guise et le château-ferme de l'Arrouaise reviennent en usufruit, à la mort du duc d'Aumale, à son neveu le duc de Chartres (1840-1910), puis au fils de ce dernier, Jean d'Orléans (1874-1940), qui portait le titre de courtoisie de « duc de Guise ».
- Le château de Chantilly : hérité du prince de Condé par le duc d’Aumale et légué en 1897 à l'Institut de France.

### Les acquisitions effectuées par Louis-Philippe
- Le palais d'Orléans à Palerme, acquis en 1809
- Le château de Neuilly à Neuilly-sur-Seine, acquis le 16 juillet 1819 par le futur Louis-Philippe Ier par échange avec les écuries dites de Chartres, situées rue Saint-Thomas du Louvre.
- Le château de Maison-Rouge à Gagny (V. supra) fut racheté par Louis-Philippe Ier le 29 décembre 1845 pour 60.000 francs. Après la Révolution de 1848, l'ex-roi des Français mit ce domaine à la disposition de son ancien aide de camp, le général de Rumigny, qui en fit l'acquisition le 12 janvier 1853 à la suite du décret du 22 janvier 1852 confisquant les biens de la maison d'Orléans.

## Les demeures des Orléans pendant l'exil au Royaume-Uni

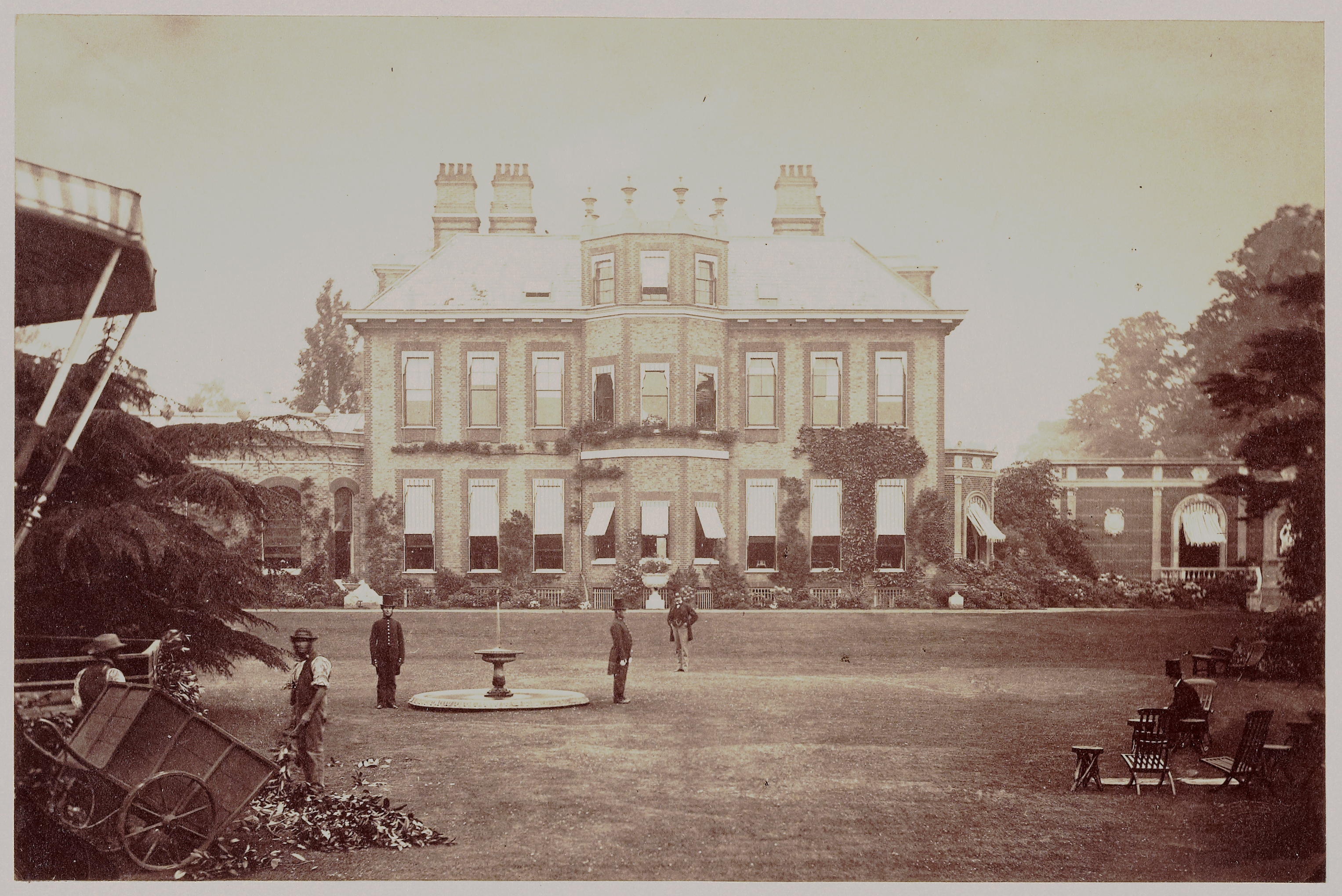
Orleans House à Twickenham.

- Orléans House à Twickenham : louée par Louis-Philippe et ses frères de 1800 à 1807 puis par Louis-Philippe et son épouse de 1814 à 1817, le domaine est acheté par Henri, duc d'Aumale qui y vit à partir de 1852[4].
- Claremont House dans le Surrey : domaine prêté en 1848, par Léopold Ier de Belgique à son beau-père, Louis-Philippe Ier et à sa famille.
- Morgan House (en) dans le district de Ham, près de Richmond : louée en 1863 par Robert, duc de Chartres
- Bushy House dans le district de Richmond : domaine prêté en 1865, par Victoria du Royaume-Uni à Louis, duc de Nemours et à sa famille.
- York House à Twickenham : achetée en 1864 par Philippe d'Orléans (1838-1894) et résidence de son fils, Philippe d'Orléans (1869-1926) de 1896 à 1906.
- Stowe House dans le Buckinghamshire : louée par Philippe d'Orléans (1838-1894) de 1889 à 1894.